# Озе (француско место)
Озе (фр. Auzers) насеље је и општина у централној Француској у региону Оверња, у департману Кантал која припада префектури Морјак.
По подацима из 2011. године у општини је живело 186 становника, а густина насељености је износила 9,65 становника/km². Општина се простире на површини од 19,27 km². Налази се на средњој надморској висини од 750 метара (максималној 908 m, а минималној 440 m).

## Демографија
| 1962. | 1968. | 1975. | 1982. | 1990. | 1999. | 2011. |
| ----- | ----- | ----- | ----- | ----- | ----- | ----- |
| 397   | 431   | 388   | 331   | 252   | 236   | 186   |

График промене броја становника у току последњих година